# 小雅各
小雅各（英語：James the Less），天主教譯為次雅各伯，耶穌的門徒之一。一般認為，他是指亞勒腓的兒子雅各，有人相信這是指耶穌的兄弟，公義者雅各。也有人認為，他與前述兩者無關。

## 典故
在《新約》中，小雅各這個名字，通常跟隨著他的母親，馬利亞，一同出現。她有小雅各與約西兩個兒子，在耶穌死亡及下葬時，她在現場作為見證。

## 身份
傳統上的說法，認為小雅各即是十二門徒中，亞勒腓的兒子雅各，他的母親也名為馬利亞。可能因為他年紀較小，或身材較小，所以稱為小雅各，而西庇太的兒子雅各則被稱為大雅各。
另外有人認為，此處的馬利亞，是指革羅罷的妻子馬利亞。但也有可能此處的馬利亞，只是耶穌的信徒之一，剛好他的兒子也叫雅各。他的重要性也僅此於止。
有人認為此處的馬利亞是指耶穌的母親，因為她的兩個兒子也分別名為雅各與約西，因此小雅各即是指公義者雅各。
馬利亞的丈夫，約瑟，他的兄弟叫做革羅罷，翻成希臘文就是亞勒腓。根據猶太人的習俗，成年已婚男性死後，他的兄弟要與遺留下來的寡婦結婚。因此，詹姆斯·塔波（James Tabor）認為，在約瑟死後，馬利亞可能根據此一習俗，嫁給革羅罷。她生下了雅各與西門。因此小雅各即是指公義者雅各，也就是亞勒腓的兒子雅各。